# Johann Karl Vetter

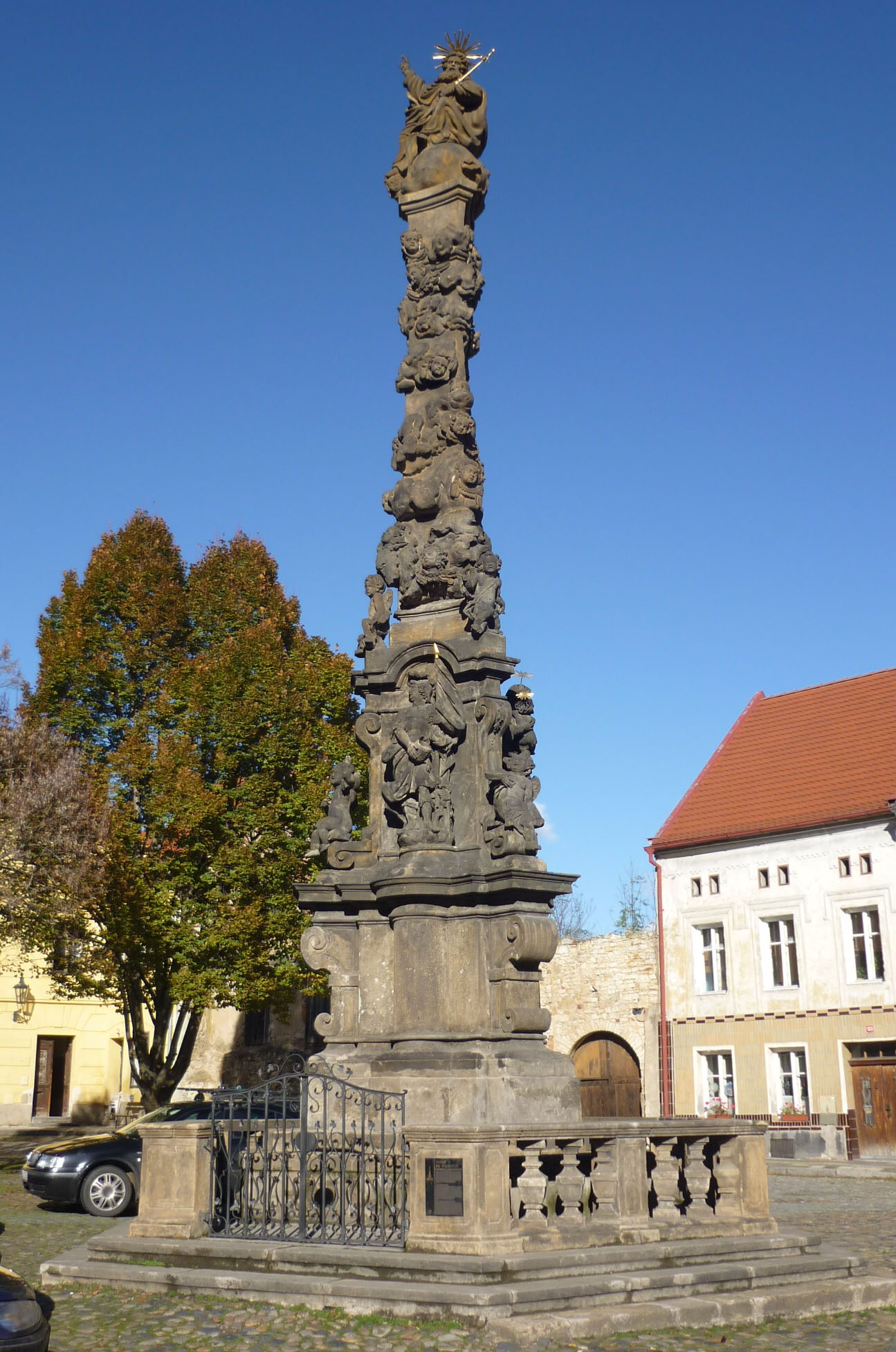
Floriansäule in Saaz, von Johann Karl Vetter (1746) mit dem hl. Florian, hl. Laurentius und der Madonna

Johann Karl Vetter (* um 1680 in Kaaden, Leitmeritzer Kreis, Böhmen; † 13. August 1742 in Saaz) war ein böhmischer Bildhauer.

## Leben
Vetter stammte aus einer alteingesessenen Familie, die seit Generationen in Kaaden ansässig war. Seine Eltern waren Christian Vetter und Anna Catharina geb. Gößner, sein jüngerer Bruder Christian Vetter (1688–1734) war ebenfalls Bildhauer. Sein Œuvre umfasst Heiligenstatuen, Betsäulen und Mariensäulen, aber auch andere kirchliche Arbeiten. Vetter übersiedelte nach Saaz. 1724 erhielt er das dortige Bürgerrecht. Zahlreiche seiner Werke sind noch heute erhalten. Er verstarb 1742 in Saaz.

## Werke (Auswahl)
- Mariensäule in Postoloprty (Postelberg) (1701)[2]
- Nepomuksäule in Strupčice (Trupschitz) (1723), umgesetzt aus Tušimice
- Mariensäule in Libědice (Libotitz) (1724)
- Ausstattung der Kirche St. Veit sowie zwei Mariensäulen und eine Josef-Statue in Libědice (Libotitz)
- Florianssäule in Žatec (Saaz) (1738)
- acht Heiligenstatuen (1735) an der Dreifaltigkeitssäule von Franz Tollinger (1707–1713) auf dem Ringplatz in Žatec (Saaz)
- acht Heiligenstatuen vor der Dekanatskirche Mariä Himmelfahrt in Žatec (Saaz)
- Fassade der ehem. Loretokapelle mit acht Heiligenstatuen in Žatec (Saaz), 1786 abgerissen.